# Potencial gravitacional
En mecànica clàssica, el potencial gravitatori és un camp escalar que associa a cada punt de l'espai el treball (energia transferida) per unitat de massa que es necessitaria per moure un objecte a aquest punt des d'un punt de referència fix. És anàleg al potencial elèctric amb la massa jugant el paper de càrrega. El punt de referència, on el potencial és zero, està per convenció infinitament lluny de qualsevol massa, donant lloc a un potencial negatiu a qualsevol distància finita.
En matemàtiques, el potencial gravitatori també es coneix com a potencial newtonià i és fonamental en l'estudi de la teoria del potencial. També es pot utilitzar per resoldre els camps electroestàtics i magnetoestàtics generats per cossos el·lipsoïdals polaritzats o carregats uniformement.

## Energia potencial
El potencial gravitatori ( V ) en un lloc és l'energia potencial gravitatòria ( U ) en aquest lloc per unitat de massa:
{\displaystyle V={\frac {U}{m}},}on m és la massa de l'objecte. L'energia potencial és igual (en magnitud, però negativa) al treball realitzat pel camp gravitatori movent un cos a la seva posició donada a l'espai des de l'infinit. Si el cos té una massa d'1 quilogram, aleshores l'energia potencial que s'ha d'assignar a aquest cos és igual al potencial gravitatori. Per tant, el potencial es pot interpretar com el negatiu del treball realitzat pel camp gravitatori que mou una unitat de massa des de l'infinit.
En algunes situacions, les equacions es poden simplificar assumint un camp que és gairebé independent de la posició. Per exemple, en una regió propera a la superfície de la Terra, l'acceleració gravitatòria, g, es pot considerar constant. En aquest cas, la diferència d'energia potencial d'una alçada a una altra està, en bona aproximació, relacionada linealment amb la diferència d'alçada:

## ΔU≈mgΔh.{\displaystyle \Delta U\approx mg\Delta h.}Forma matemàtica
El potencial gravitatori V a una distància x d'una massa puntual de massa M es pot definir com el treball W que ha de fer un agent extern per portar una unitat de massa des de l'infinit fins a aquest punt:
{\displaystyle V(\mathbf {x} )={\frac {W}{m}}={\frac {1}{m}}\int _{\infty }^{x}\mathbf {F} \cdot d\mathbf {x} ={\frac {1}{m}}\int _{\infty }^{x}{\frac {GmM}{x^{2}}}dx=-{\frac {GM}{x}},} on G és la constant gravitatòria i F és la força gravitatòria. El producte GM és el paràmetre gravitacional estàndard i sovint es coneix amb una precisió més alta que G o M per separat. El potencial té unitats d'energia per massa, per exemple, J/kg en el sistema MKS. Per convenció, sempre és negatiu on es defineix, i com x tendeix a l'infinit, s'acosta a zero.

Els punts x i r, amb r continguda en la massa distribuïda (grisa) i la massa diferencial dm (r) situada al punt r.

El camp gravitatori i, per tant, l'acceleració d'un petit cos a l'espai al voltant de l'objecte massiu, és el gradient negatiu del potencial gravitatori. Així, el negatiu d'un gradient negatiu produeix una acceleració positiva cap a un objecte massiu. Com que el potencial no té components angulars, el seu gradient ho és {\displaystyle \mathbf {a} =-{\frac {GM}{x^{3}}}\mathbf {x} =-{\frac {GM}{x^{2}}}{\hat {\mathbf {x} }},} on x és un vector de longitud x que apunta des de la massa puntual cap al cos petit i {\displaystyle {\hat {\mathbf {x} }}} és un vector unitari que apunta des de la massa puntual cap al cos petit. Per tant, la magnitud de l'acceleració segueix una llei del quadrat invers : {\displaystyle \|\mathbf {a} \|={\frac {GM}{x^{2}}}.}El potencial associat a una distribució de masses és la superposició dels potencials de masses puntuals. Si la distribució de masses és una col·lecció finita de masses puntuals, i si les masses puntuals es troben en els punts x 1,... , x n i tenen masses m 1,... , m n, aleshores el potencial de la distribució en el punt x és {\displaystyle V(\mathbf {x} )=\sum _{i=1}^{n}-{\frac {Gm_{i}}{\|\mathbf {x} -\mathbf {x} _{i}\|}}.}
Si V és una funció potencial procedent d'una distribució de masses contínua ρ ( r ), aleshores ρ es pot recuperar utilitzant l'operador de Laplace, Δ: {\displaystyle \rho (\mathbf {x} )={\frac {1}{4\pi G}}\Delta V(\mathbf {x} ).} Això s'aplica puntualment sempre que ρ és continu i és zero fora d'un conjunt acotat. En general, la mesura de massa dm es pot recuperar de la mateixa manera si es pren l'operador de Laplace en el sentit de distribucions. Com a conseqüència, el potencial gravitatori satisfà l'equació de Poisson. Vegeu també la funció de Green per a l'equació de Laplace de tres variables i el potencial newtonià.

## Simetria esfèrica
Una distribució de masses esfèricament simètrica es comporta amb un observador completament fora de la distribució com si tota la massa estigués concentrada al centre i, per tant, efectivament com una massa puntual, segons el teorema de la capa. A la superfície de la terra, l'acceleració ve donada per l'anomenada gravetat estàndard g, aproximadament 9,8 m/s 2, tot i que aquest valor varia lleugerament amb la latitud i l'altitud. La magnitud de l'acceleració és una mica més gran als pols que a l'equador perquè la Terra és un esferoide oblat.
Dins d'una distribució de masses simètrica esfèrica, és possible resoldre l'equació de Poisson en coordenades esfèriques. Dins d'un cos esfèric uniforme de radi R, densitat ρ i massa m, la força gravitatòria g dins de l'esfera varia linealment amb la distància r del centre, donant el potencial gravitatori dins de l'esfera, que és {\displaystyle V(r)={\frac {2}{3}}\pi G\rho \left[r^{2}-3R^{2}\right]={\frac {Gm}{2R^{3}}}\left[r^{2}-3R^{2}\right],\qquad r\leq R,} que es connecta de manera diferencial amb la funció potencial per a l'exterior de l'esfera (vegeu la figura de la part superior).

## Relativitat general
En la relativitat general, el potencial gravitatori és substituït pel tensor mètric. Quan el camp gravitatori és feble i les fonts es mouen molt lentament en comparació amb la velocitat de la llum, la relativitat general es redueix a la gravetat newtoniana i el tensor mètric es pot expandir en termes del potencial gravitatori.